# لسکوویتسه
لسکوویتسه (به چکی: Leskovice) یک منطقهٔ مسکونی در جمهوری چک است که در ناحیه پلهریموو واقع شده‌است. لسکوویتسه ۳٫۴۹ کیلومتر مربع مساحت و ۱۰۱ نفر جمعیت دارد و ۶۱۵ متر بالاتر از سطح دریا واقع شده‌است.